# Кюнинг, Дэйв
Дэвид Брэнт Кюнинг (англ. David Brent Keuning) — американский музыкант. Гитарист группы The Killers.
Дэйв родился и вырос в Айове. В школе начал играть на гитаре, где выступал в составе джазовой группы. В 2000 году переезжает в Лас-Вегас, где работает продавцом в магазине одежды «Banana Republic»

## Встреча с Флауэрсом и созданиеThe Killers
Ещё до встречи с Брэндоном Флауэрсом, будущим вокалистом The Killers, Дэйв начинает сочинять музыку, среди которых одна из самых знаменитых песен группы «Mr. Brightside». В 2001 году Кюнинг откликается на объявление в газете, размещённое Брэндоном Флауэрсом о поиске гитариста. Позже Брэндон говорил, что уже отчаялся найти гитариста, потому что ему звонили люди с совершенно несерьёзными намерениями. В первую же встречу Кюнинг показывает Брэндону мелодию «Mr. Brightside», к которой Брэндон вскоре написал слова. С тех пор музыканты были неразлучны.

## Личная Жизнь
У Дэйва есть сын Кайлер (род.2005). Свободное время Кюнинг любит проводить в своих домах в Лас-Вегасе или Сан-Диего.
На него оказали влияние такие музыканты, как Роберт Смит, Билли Корган, Бернард Самнер, Джими Хендрикс.